# Maître d'Adélaïde de Savoie
Le Maître d'Adélaïde de Savoie est maître anonyme enlumineur actif à Poitiers et dans l'ouest de la France, entre 1450 et 1470. Il doit son nom à un livre d'heures manuscrits qui a un temps appartenu à Marie-Adélaïde de Savoie. Il a été actif dans l'ouest de la France, et particulièrement à Poitiers.

## Éléments biographiques et stylistiques

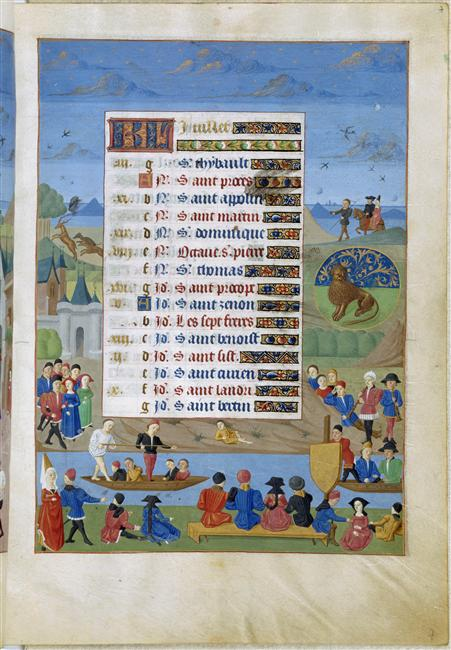
Heures d'Adélaïde de Savoie, mois de juillet.

Cet artiste anonyme a sans doute été formé dans la vallée de la Loire - peut-être à Angers, dans l'entourage du Maître de Jouvenel ou du Maître du Boccace de Genève avec qui il collabore à plusieurs reprises, notamment dans le Mare historiarum de Jouvenel des Ursins. Mais son activité principale semble s'être déroulée à Poitiers, où il décore plusieurs livres à l'usage liturgique de cette ville. Il collabore aussi avec certains artistes parisiens dont le maître de Jean Rolin. Il influence Robinet Testard, passé par Poitiers,. 
Particulièrement original, son style se démarque de la production courante contemporaine. Ses personnages se caractérisent par des formes trapues quasiment géométriques, aux têtes rondes et presque chauves, aux gestes précis. Ses compositions s'articulent en paysages plats dépourvus de perspective, à l'inverse de ses intérieurs qui contiennent des vues obliques et profondes. Il utilise des couleurs franches et intenses. Il innove dans la mise en page du calendrier des livres d'heures : de grandes vues panoramiques illustrant les activités des mois se déploient derrière le texte, traité en panneau (voir illustration ci-contre).

## Principaux Manuscrits attribués
- Mare historiarum de Jouvenel des Ursins, quelques petites miniatures de la première partie, en collaboration avec le Maître de Jouvenel, Bibliothèque nationale de France, 4915
- Heures dites de Marie Stuart, en collaboration avec le maître du Boccace de Genève, le Maître de Jeanne de France et le Maître du Smith-Lesouëf 30, BNF, Lat.1405 ainsi qu'un fragment dans la collection Heribert Tenschert
- Livre d'heures à l'usage d'Angers, passé en vente chez Sotheby's le 13 juillet 1977 (lot 72)
- Manuscrit du Roman du Graal, vers 1450-1455, BNF Fr.96
- Livre d’heures à l’usage de Rome avec un calendrier pour l’usage de Poitiers, vers 1450-1460, collection privée, Suisse[4]
- Missel à l'usage de Poitiers, 1450-1460 (2 miniatures), bibliothèque municipale de Poitiers, Ms.30
- Heures dites d'Adélaïde de Savoie, en collaboration avec un autre artiste proche de Fouquet et le Maître de Jean Rolin, 1460-1465, musée Condé, Chantilly, Ms.76 (avec un fragment conservé au Walters Art Museum, Baltimore, W.285)
- fragments d'un livre d'heures (9 feuillets subsistant), vers 1460-1470, collection Everett and Ann McNear
- Livre d'heures à l'usage de Paris, en collaboration avec le Maître de Marguerite d'Orléans, BNF, Rothschild 2534
- Livre d'heures de l'ancienne collection Engel-Gros, en collaboration avec le Maître de Jeanne de France et le Maître du Walters 222, Musée Calouste-Gulbenkian, Lisbonne, L.A.135[5].

Œuvres du Maître d'Adélaïde de Savoie
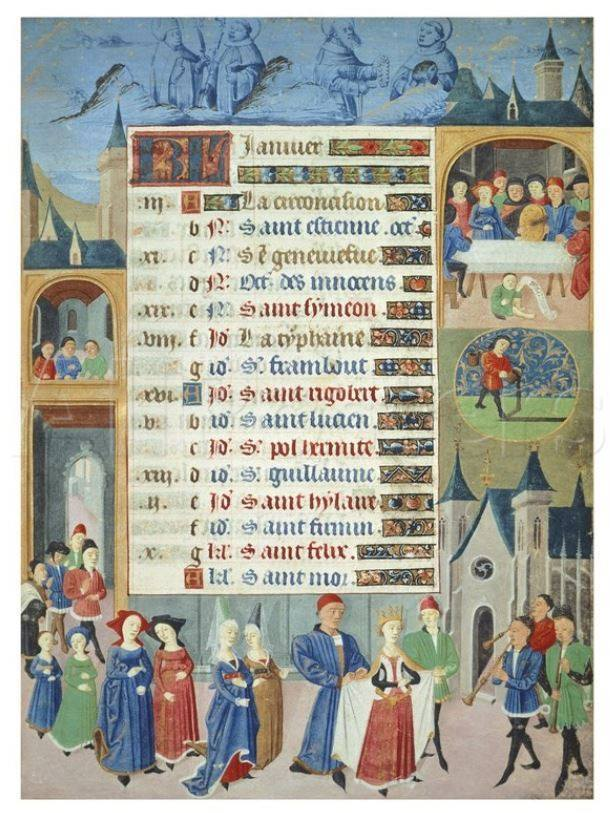
Heures d'Adélaïde de Savoie. Mois de janvier, f° 1.
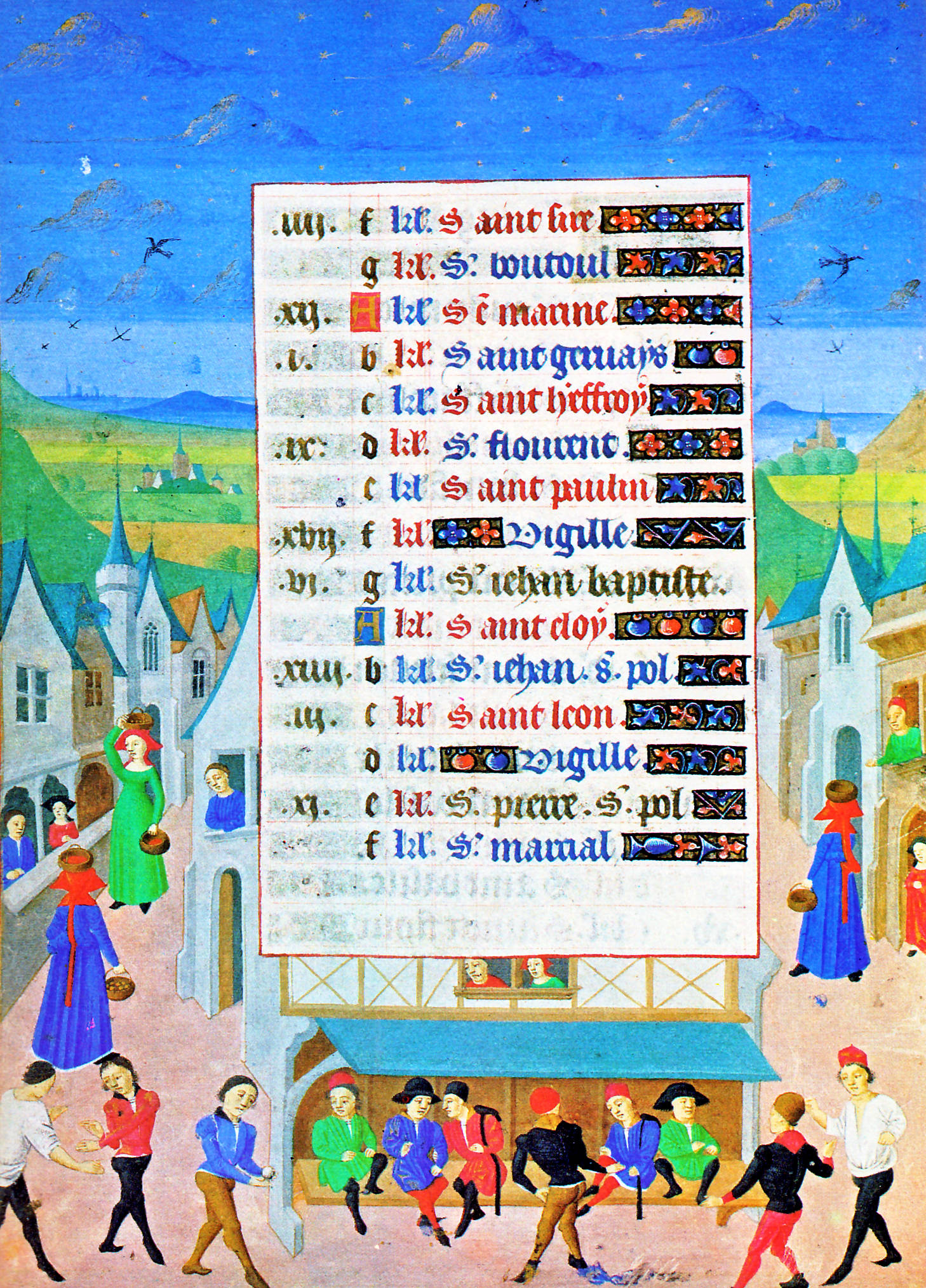
Heures d'Adélaïde de Savoie. Mois de juin, f° 6v.
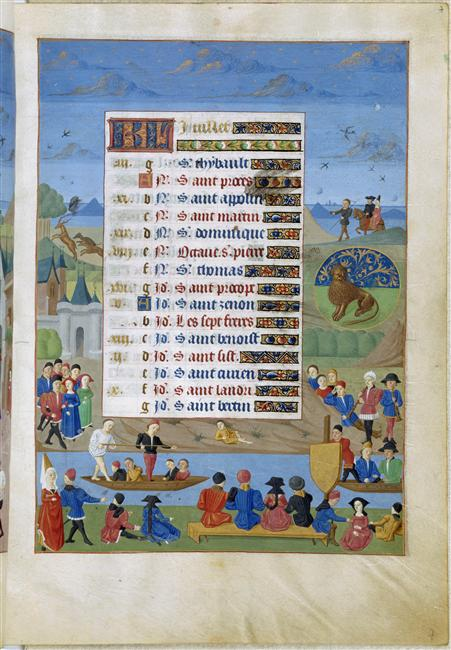
Heures d'Adélaïde de Savoie. Mois de juillet, f° 7.
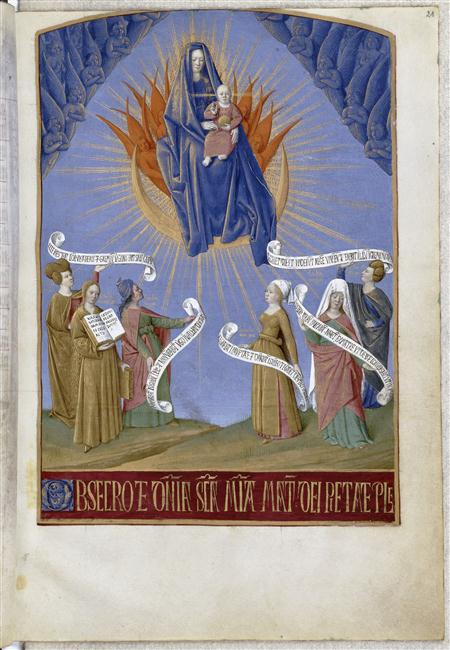
Heures d'Adelaïde de Savoie. Vierge de la prière Obsecro te, f° 21.
Feuillet d'un livre d'heures. Présentation au temple. Cleveland Museum of Art.

L'artiste s'est vu attribuer également le modèle des vitraux des roses nord et sud de la cathédrale Saint-Maurice d'Angers, réalisés par le peintre verrier André Robin vers 1451-1454.